# Leo Goodman
Leo Goodman (ur. 7 sierpnia 1928, zm. 22 grudnia 2020) – amerykański statystyk, profesor Uniwersytetu w Chicago, współtwórca (wspólnie z Williamem Kruskalem) lambdy Goodmana i Kruskala oraz gammy Goodmana i Kruskala.